# そらあおと!
『そらあおと！』は、2019年7月6日から同年9月28日まで、TOKYO FMにて放送されたラジオ番組。ラジオパーソナリティは、ときのそら、富士葵。放送に伴い、有料のファンコミュニティも開設された。

## 放送リスト
| 回数          | 放送日        | ゲスト     |
| ------------- | ------------- | ---------- |
| #001          | 2019年 7月6日 | 山田麻莉奈 |
| #002          | 7月13日       | 山田麻莉奈 |
| #003          | 7月20日       | 尾崎由香   |
| #004          | 7月27日       | 尾崎由香   |
| #005          | 8月3日        | 河野ひより |
| #006          | 8月10日       | 河野ひより |
| #007          | 8月17日       | 鈴木みのり |
| #008          | 8月24日       | 鈴木みのり |
| #009          | 8月31日       | 野沢雅子   |
| #010          | 9月7日        | 飯田里穂   |
| #011          | 9月14日       | 飯田里穂   |
| #012          | 9月21日       | 赤﨑千夏   |
| #013 (最終回) | 9月28日       | 早見沙織   |